# Erpland
Erpland è il secondo album in studio del gruppo musicale britannico Ozric Tentacles, pubblicato nel 1990.

## Tracce
1. Eternal Wheel – 8:20 (Ed Wynne, Mervin Pepler)
2. Toltec Spring – 3:03 (Ed Wynne, Paul Hankin, John Egan)
3. Tidal Convergence – 7:14 (Ozric Tentacles)
4. Sunscape – 4:02 (Ozric Tentacles)
5. Mysticum Arabicola – 9:15 (Ed Wynne)
6. Crackerblocks – 5:40 (Ed Wynne)
7. The Throbbe – 6:22 (Ed Wynne)
8. Erpland – 5:32 (Ed Wynne)
9. Valley of a Thousand Thoughts – 6:32 (Ed Wynne, Steve Everett)
10. Snakepit – 3:18 (Ed Wynne, Mervin Pepler)
11. Iscence – 4:38 (Roland Wynne, Mervin Pepler, John Egan)
12. A Gift of Wings – 9:47 (Ed Wynne)